# Tiszavirág Sportuszoda
A Tiszavirág Sportuszoda egy szegedi, nemzetközi sportesemények megrendezésére is alkalmas uszoda.

## Története
A kivitelezést 2018 augusztus 13-án kezdték meg. Az épület nevére 128 javaslat érkezett, amiből ötöt jelöltek ki. Ezek közül 2020 augusztusában közönségszavazással választották ki a tiszavirágot. 2021. január 29-én adták át az építők a létesítményt. A hivatalos megnyitót 2021. február 20-án tartották egy Magyarország – Szerbia vízilabda-mérkőzéssel. Az uszoda vízét egy saját 209 m mély kút biztosítja. A tetőn egy 200 kW teljesítményű napelempark üzemel.

## Medencék
- 1  versenymedence (50 × 25 m, 10 pálya)
- 1 bemelegítőmedence (25 × 15 m)
- 1 tanmedence (20 × 12,5 m)
- 1 melegvizes ülő medence

## Sportesemények
2022. február 7-én bejelentették, hogy még ebben az évben Magyarország rendezi az úszó-világbajnokságot. A vízilabda torna egyik helyszíne lesz a Tiszavirág Sportuszoda.

## Megközelítése
- A 9-es vagy 19-es trolibusszal az Erdő utca megállóig (a belváros felől 10 perc)
- A 90F busszal az Erdő utca megállóig
- A 73-as, 73Y, 74-es, 74Y busszal az Etelka sor megállóig (a Mars tér felől 10 perc), onnan körülbelül 300 méter gyalogosan